# Велике Хелми
Велике Хелми (пол. Wielkie Chełmy, нім. Groß Chelm) — село в Польщі, у гміні Бруси Хойницького повіту Поморського воєводства.
Населення — 371 особа (2011).
У 1975-1998 роках село належало до Бидгощського воєводства.

## Демографія
Демографічна структура станом на 31 березня 2011 року:
|          | Загалом | Допрацездатний вік | Працездатний вік | Постпрацездатний вік |
| -------- | ------- | ------------------ | ---------------- | -------------------- |
| Чоловіки | 209     | 54                 | 140              | 15                   |
| Жінки    | 162     | 46                 | 80               | 36                   |
| Разом    | 371     | 100                | 220              | 51                   |